# Kostel Panny Marie Sněžné (Olomouc)
Kostel Panny Marie Sněžné v Olomouci je římskokatolický barokní kostel v Olomouci zasvěcený Panně Marii Sněžné. Nachází se na Náměstí republiky při někdejším minoritském klášteře. Původně klášterní kostel sálového typu má pětiosé bohatě sochařsky zdobené průčelí se dvěma věžemi, jež jsou významným prvkem panoramatu města. Je příkladem vrcholné barokní teorie spojení architektury s komplexním uměleckým vybavením interiéru (bel composto). Je na seznamu nemovitých kulturních památek České republiky. 

## Historie
Jezuité, které povolal do Olomouce v roce 1566 biskup Vilém Prusinovský, získali do užívání  klášter minoritů i s gotickým kostelem Panny Marie. Po třicetileté válce začali s výstavbou rozsáhlého komplexu barokních budov, jehož součástí byl nový kolejní kostel jako místo pro pastoraci studentů. Přípravné práce pro budování nového chrámu se konaly již od roku 1637a v roce 1692 byly plány dokončeny.
Základní kámen na místě někdejšího minoritského klášterního kostela byl položen v roce 1712 a v únoru 1716 byl vysvěcen. Zasvěcen byl  Panně Marii Sněžné. Toto pro jezuity na Moravě  poměrně neobvyklé patrocinium zřejmě souvisí s velkou morovou epidemií, která zasáhla Olomouc v roce  1715.  Celá stavba byla dokončena o sedm let později zřízením vstupního kamenného schodiště. V roce 1729 byly J. G. Halbichem vyrobeny varhany s tzv. nebeským orchestrem. Vnitřní úpravy probíhaly až do  roku 1743.
Autorem celého projektu kostela byl Michael Klein z Nisy, stavitelem Lukáš Glöckel (Kleckel), po jeho smrti řídil stavební práce od roku 1716 Wolfgang Reich.  Vstupní portál s tordovanými sloupy vytvořil Václav Render, nástropní malbu Karel Josef Harringer, sochy Augustin Jan Thomasberger, Michael Zürn ml., Jan Sturmer a Wolfgang Träger a obrazy  Jan Jiří Schmidt,  Josef František Wickart, Johann Georg Heinsh a Karel Josef Harringer. Na výzdobě kostela také celých 24 let spolupracoval Jan Kryštof Handke a vytvořil zde množství fresek a několik obrazů. Výzdobě chrámu dominuje morový zázrak Panny Marie.
V roce 1773 ale císař Josef II. zrušil jezuitský řád a kostel poté  do roku 1778 sloužil olomoucké univerzitě pro akademické bohoslužby pod správou premonstrátů. Po přeložení univerzity do Brna kostel přešel do vlastnictví olomoucké vojenské posádky a později sloužil i jako skladiště. Až od roku 1910 začal opět sloužit věřícím, přičemž mezi lety 1916–1918 prošel jeho interiér rekonstrukcí pod dohledem Dušana Jurkoviče a  za účasti Adolfa Kašpara, Rudolfa Doležala a dalších moravských výtvarníků.
V roce 1952 přešel do majetku města, církevně  se stal farním kostelem a bohoslužby se v něm konaly pouze v neděli. V 70. letech 20. století byl restaurován varhanní prospekt, kruchta i vlastní varhany s nebeským orchestrem. V roce 1983 byla na západní stěně nad zpovědnicemi osazena nástěnná malba andělů s květinami, přenesená z klenby zrušené pohřební kaple v Norberčanech. 
Po roce 1989 byl kostel předán Arcibiskupství olomouckému a od roku 2007 obdržel statut univerzitního kostela v majetku nově zřízené Akademické farnosti Olomouc. V 90. letech téhož století došlo na rekonstrukci exteriéru. V roce 2005 Otmar Oliva pro kostel zhotovil bronzový oltář s mramorovou deskou.  Pro svou velmi dobrou akustiku je kostel oblíbený mezi hudebníky. Během roku se zde pořádá mnoho koncertních vystoupení. 

### Program záchrany architektonického dědictví
V rámci Programu záchrany architektonického dědictví bylo v letech 2013-2014 na opravu památky čerpáno 1 000 000 Kč.
| rok    | 2013 | 2014 |
| ------ | ---- | ---- |
| částka | 400  | 600  |

## Popis

### Exteriér
Monumentální barokní stavba je zakomponována do řady čtyřpodlažních objektů bývalých jezuitských univerzitních budov v historickém centru města. Kostel je orientován od severu k jihu, průčelí směřující do ulice má po stranách dvě věže zakončené barokními hlavicemi s lucernami. Vede k němu široké kamenné schodiště s podestou a balustrádou. Průčelí, rozdělené vysokými pilastry na pět os, je zakončeno výraznou profilovanou římsou s balustrádou. Prostor mezi věžemi nad římsou vyplňuje centrální štít. 
Hlavní vstup do kostela zdobí předsunutý balkonový portál s trojicemi sloupů s korintskými hlavicemi. Mezi vstupními dveřmi a balkonem je umístěna velká kartuš s písmeny IHS, kterou po stranách drží dva andílci. V nikách vytvořených ve dvou řadách po boku vstupního portálu  jsou nad sebou umístěny v nadživotní velikosti pískovcové plastiky osmi světců. Pod korunní římsou jsou to  vlevo sv. Apolonie, sv. Vavřinec, sv. Petr, na pravé straně  sv. Anežka Římská, sv. Valentin a sv. Pavel.  Ve vrcholu štítu centrální osy stojí socha Panny Marie  s dítětem, ve výklencích po stranách jezuité sv. Ignác z Loyoly a sv. František Xaverský. Sochy vytvořil David Zürn ml. kolem roku 1715.

### Interiér

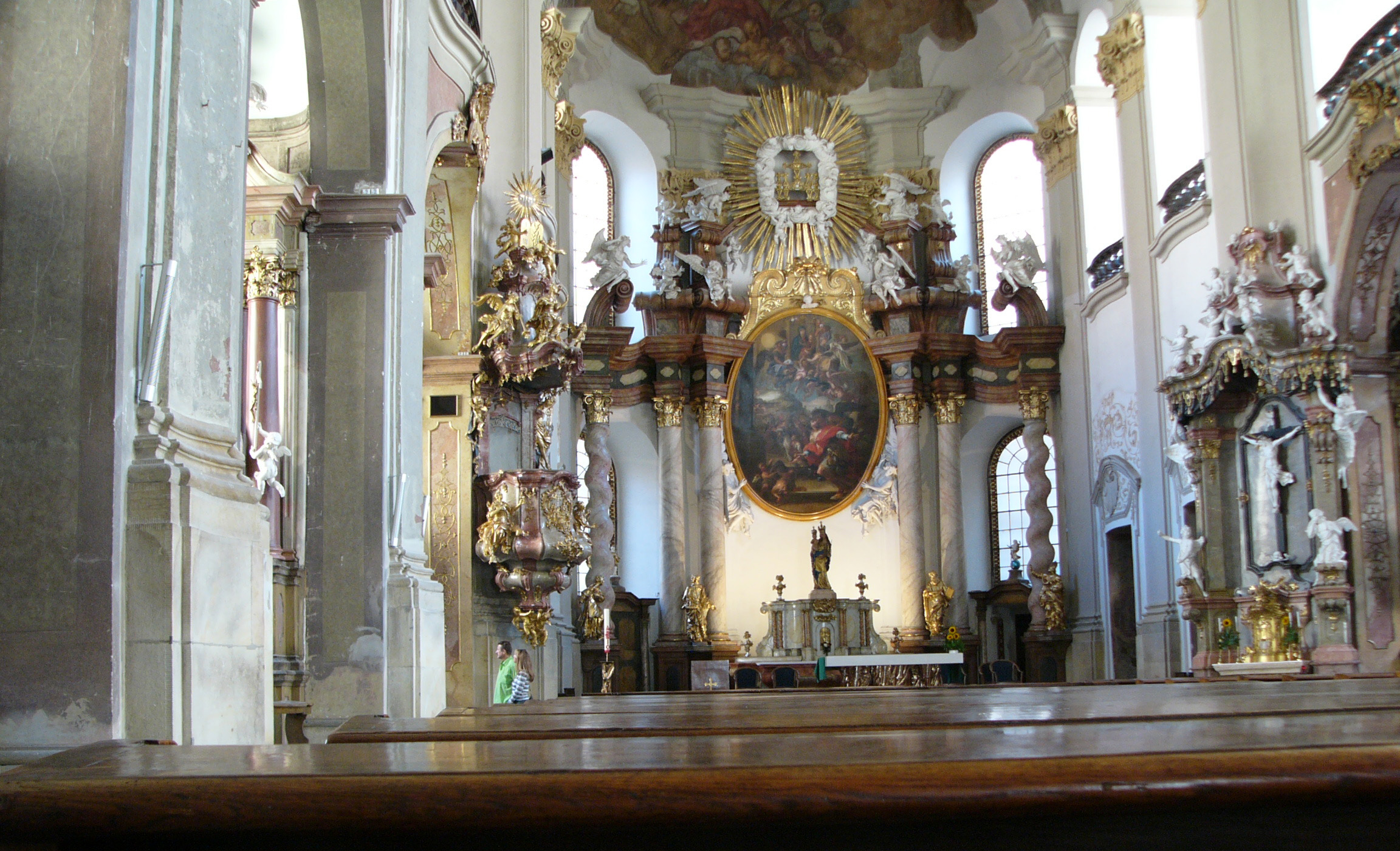
Interiér kostela Panny Marie Sněžné

Ve svém základním půdorysném řešení vychází kostel Panny Marie Sněžné z tradičního typu jezuitských kostelů, které mají za základ římský chrám Il Gesú.  Nemá křížení ani kupoli. Jednolodní kostel s mělkým presbytářem je dlouhý  53,5 m, široký 12,5 m a vysoký 24, 5m.  Po bocích lodě je osm postranních kaplí, dvě prostorné kaple jsou umístěny po stranách presbytáře. Nad kaplemi jsou průběžné empory s lomenými balustrádami. Loď je zaklenuta valenou klenbou s výsečemi,  presbytář má oválnou klenbu.  Fresková malba Karla Josefa Haringera na stropě hlavní lodi ztvárňuje legendu, podle níž zázračný obraz Panny Marie pomohl odvrátit epidemii moru v Římě.  Strop presbytáře je oslavou Panny Marie, obklopené světci  a apoštoly.  Latinské nápisy na freskách představují citáty  z velikonoční mariánské antifony. 
Hlavní oltář je monumentální sochařské dílo, složené ze dvou pater. Spodní patro je tvořeno římsou nesenou šesti korintskými sloupy, z nichž krajní jsou tordované. U pat sloupů se nacházejí čtyři zlacené sochy:  světců sv. Vavřince, sv. Valentina a sochy evangelistů sv. Marka a sv. Lukáše. V horním patře jsou nad sloupy posazeni okřídlení cherubíni v nadživotní velikosti. Uprostřed je zavěšen velký jezuitský znak s písmeny IHS obklopený bílými mraky s andílky z nichž vychází zlaté paprsky.  Pod ním  je upevněn ve štukovém rámu oválný obraz Zjevení P.Marie Sněžné v Římě od J.J.Schmidta, připomínající legendu o založení kostela Santa Maria Maggiore v Římě. Oltář doplňuje kopie vzácné  gotické sochy Panny Marie s dítětem z lipového dřeva, která se dochovala z původního minoritského kostela. Originál je ve sbírkách Arcidiecezního muzea. 
Boční kaple na evangelní (levé) straně v pořadí od presbytáře: sv. Ignáce z Loyoly (s pískovcovým náhrobkem s reliéfním vyobrazením biskupa Prusinovského), sv. Anny,  sv. Josefa, sv. Michaela, sv. Anděla Strážce. 
Boční kaple na epištolní (pravé) straně v pořadí od presbytáře:  sv. Františka Xaverského,  sv. Pavlíny, sv. Alois z Gonzagy, sv. Karla Boromejského, sv. Barbory.
Pod posledním polem klenby lodi je na šesti korintských sloupech kruchta, která odděluje hlavní loď od předsíně kovovými mřížemi, umístěnými mezi sloupy. Barokní varhany vyrobila dílna Halbichů z Králík.  Bohatá sochařská a řezbářská výzdoba  zpodobňuje nebeský orchestr andělů a biblických postav. Autorem soch byl  Jan Sturmer.
V podlaze hlavní chrámové lodi je umístěn náhrobek s latinským nápisem, kryjící vstup do krypty. Intarzované lavice s bohatě vyřezávanými čely vyhotovil J.Pirner v roce 1715.
Sakristie,  zaklenutá čtyřmi křížovými klenbami,  je umístěna v přízemí zahradního křídla objektu původní jezuitské koleje. Je vyzdobena souborem obrazů od Josefa Ignáce Sadlera z počátku 40. let 18. století a vybavena bohatě vyřezávaným a intarzovaným mobiliářem. 
Točitá schodiště na kruchtu, do věží a do krovu kostela jsou umístěna v bočních stěnách obou předních věží. Dva kostelní zvony pocházejí z roku 1732.

## Galerie

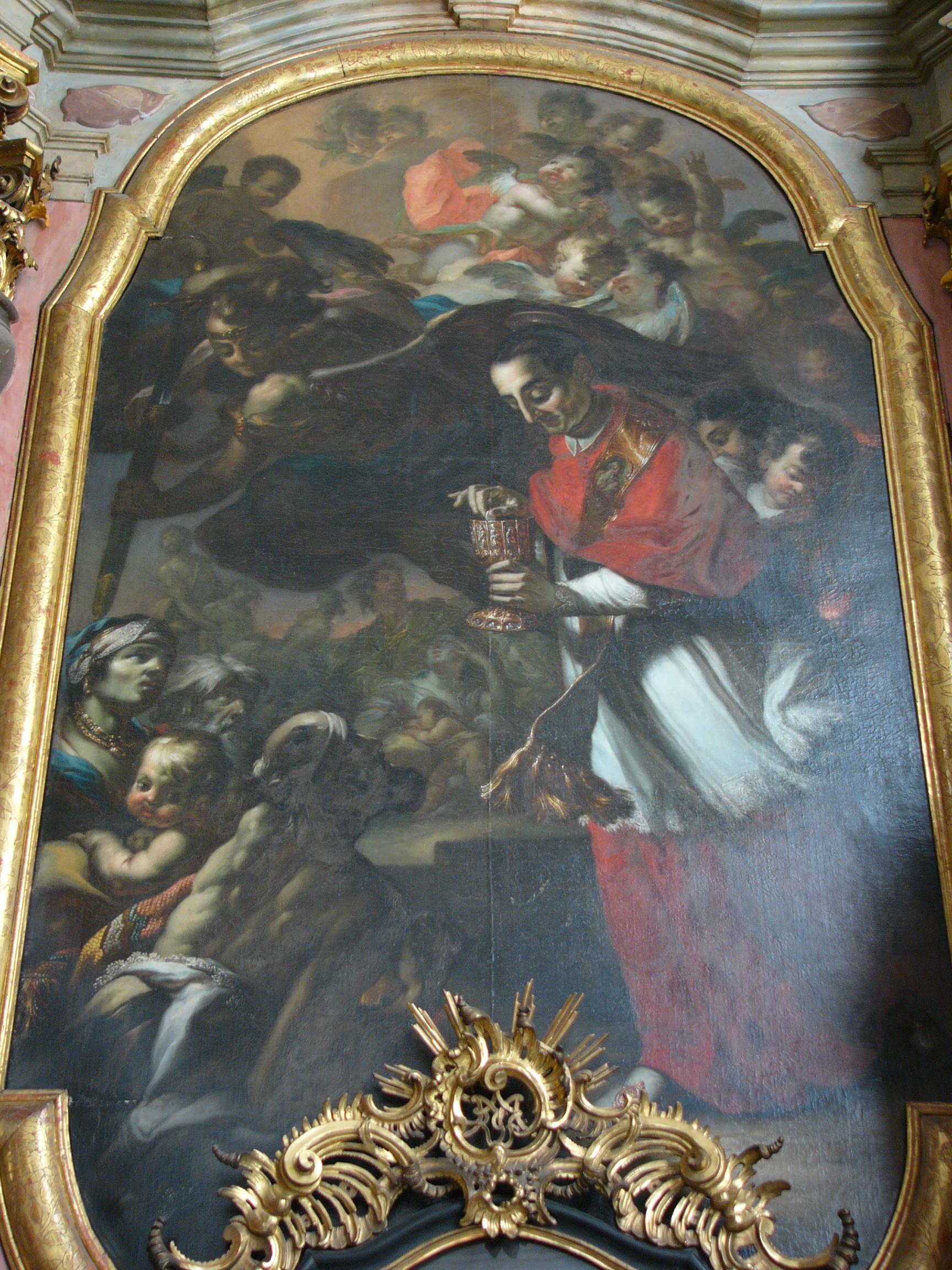
Obraz sv. Karla Boromejského (J. F. Wickart, 1721)
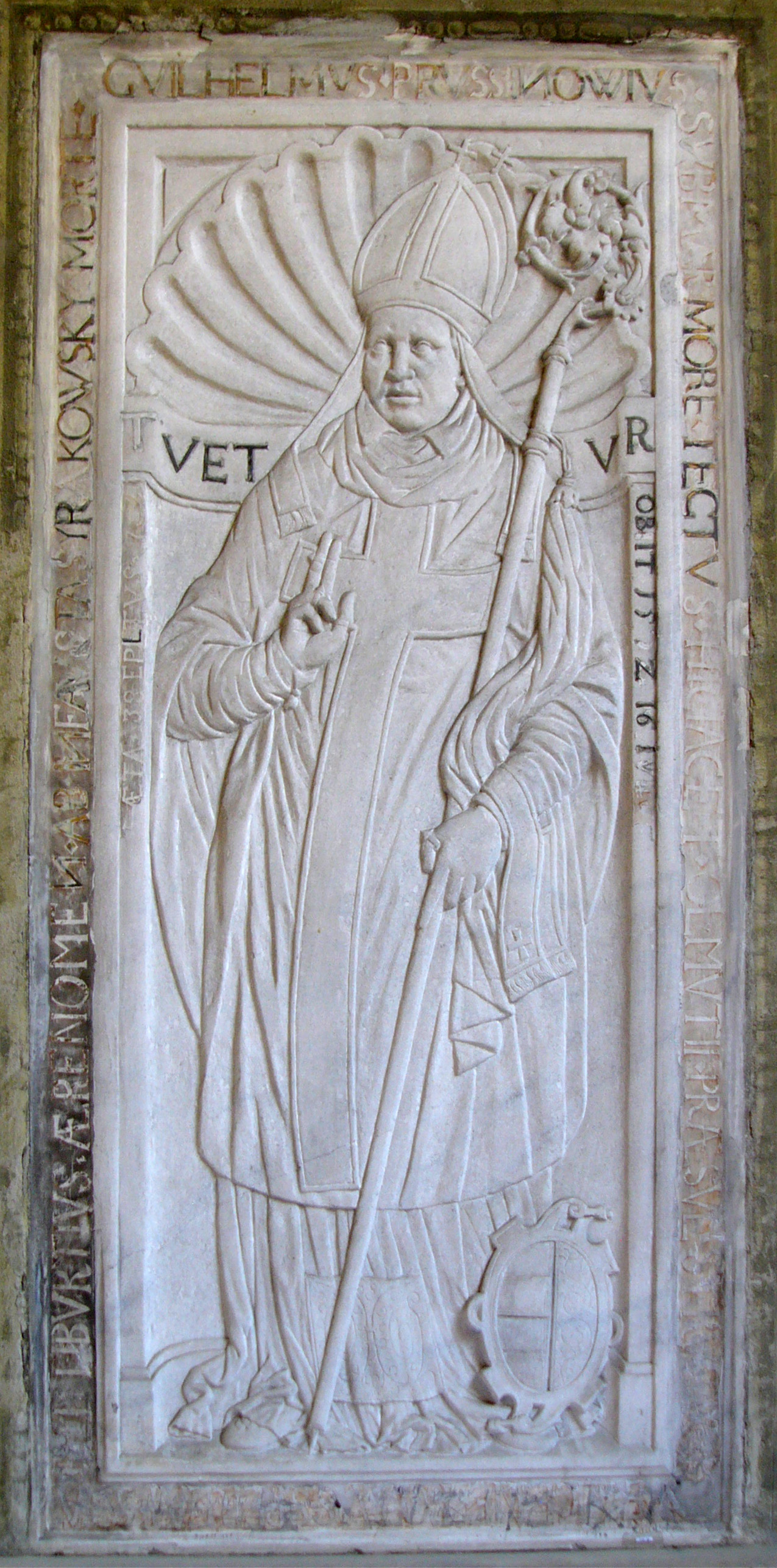
Náhrobek Viléma Prusinovského z Víckova
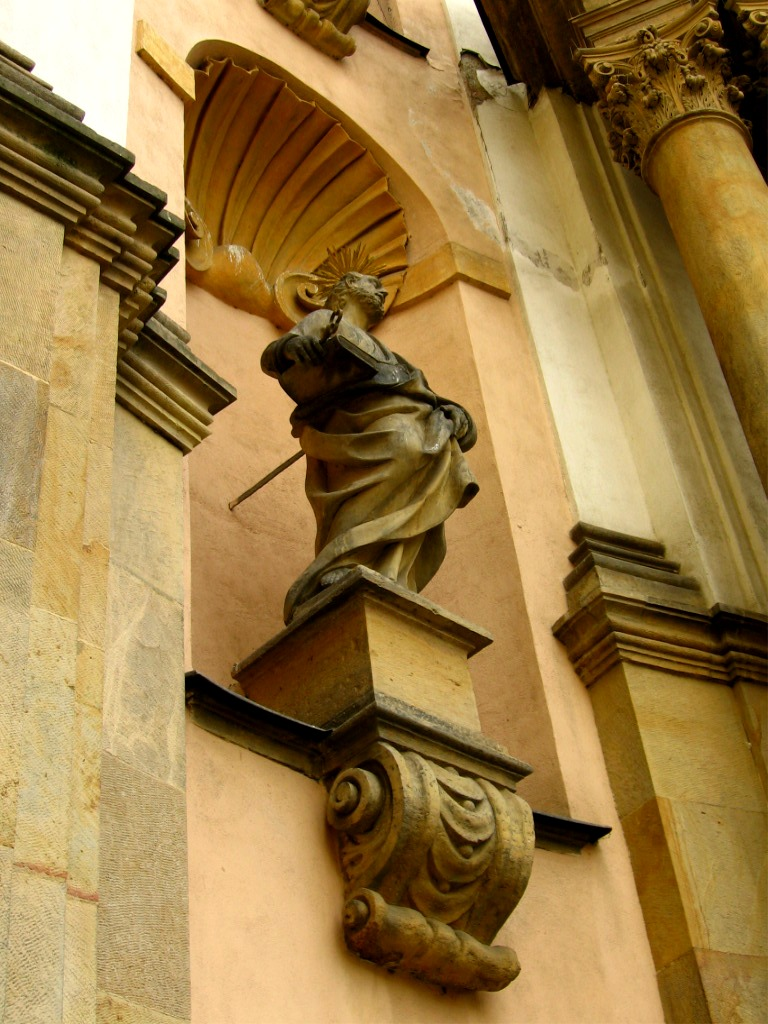
Detail fasády se sochou svatého Petra
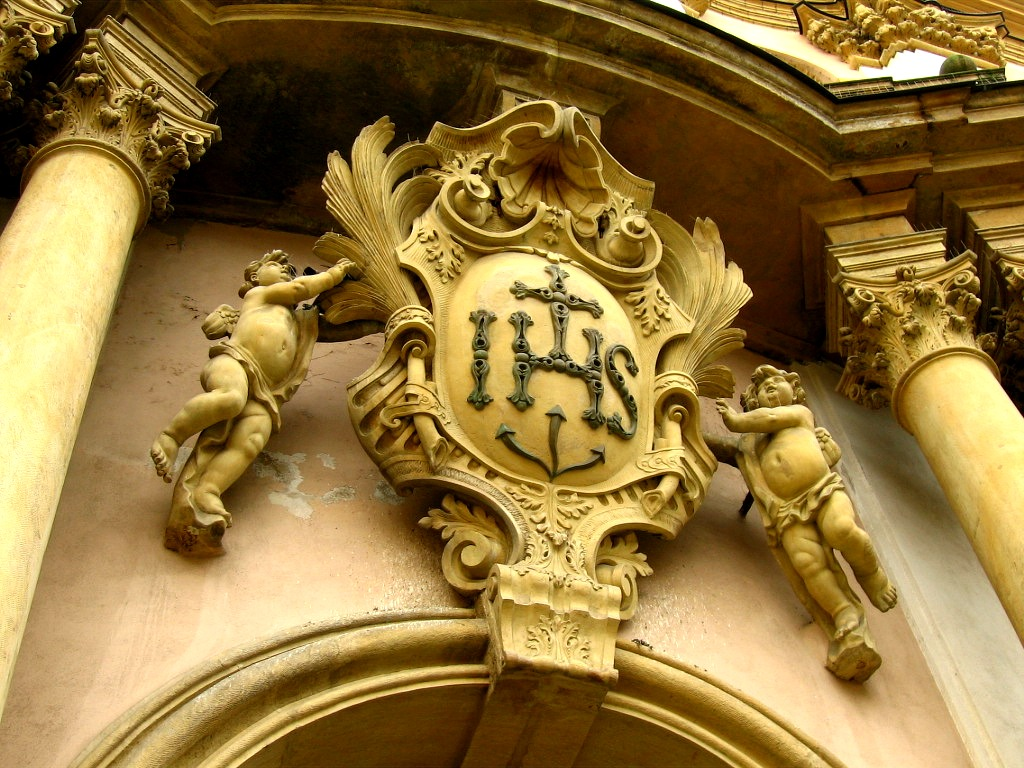
Detail fasády se znakem jezuitského řádu
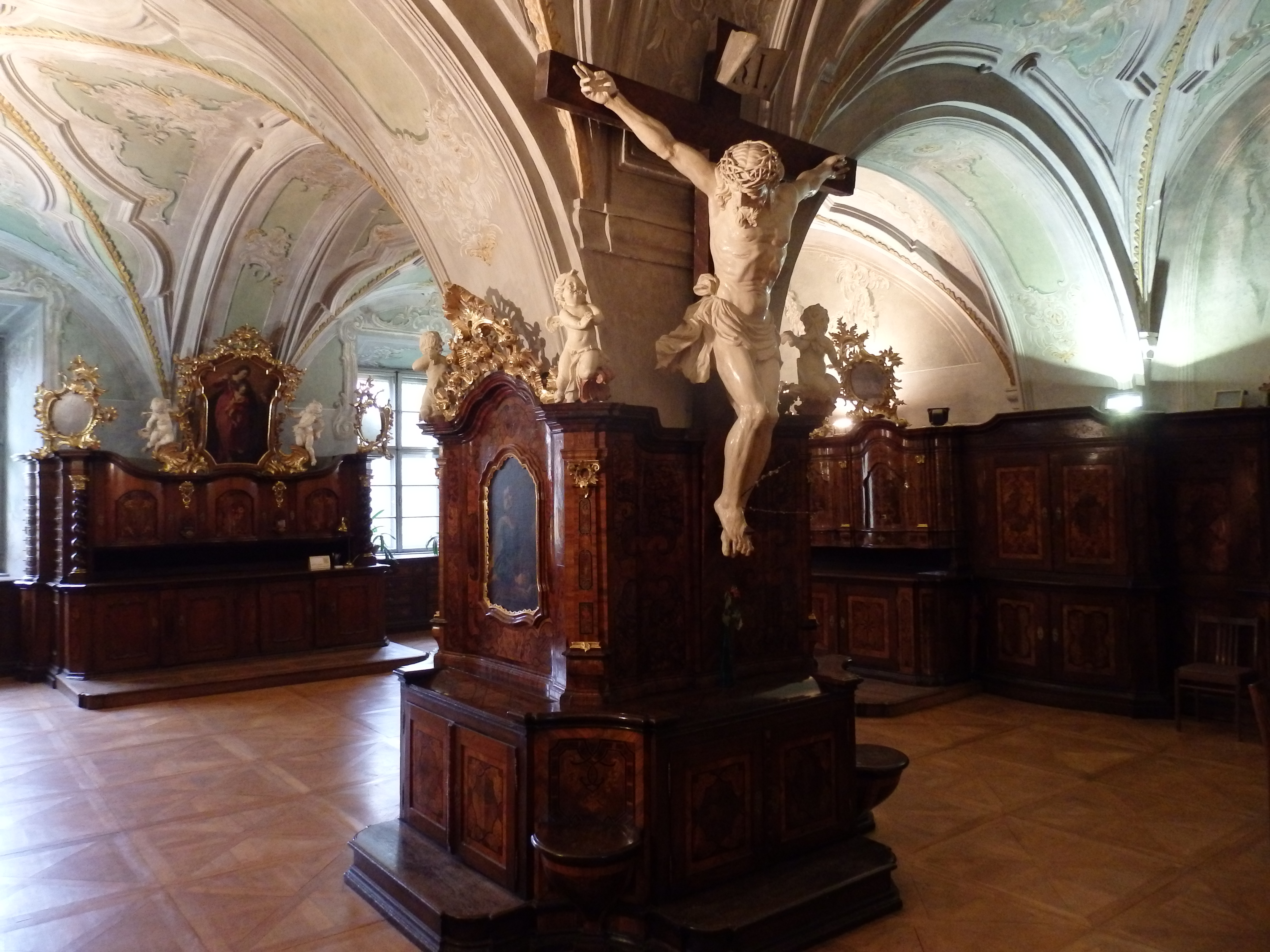
sakristie
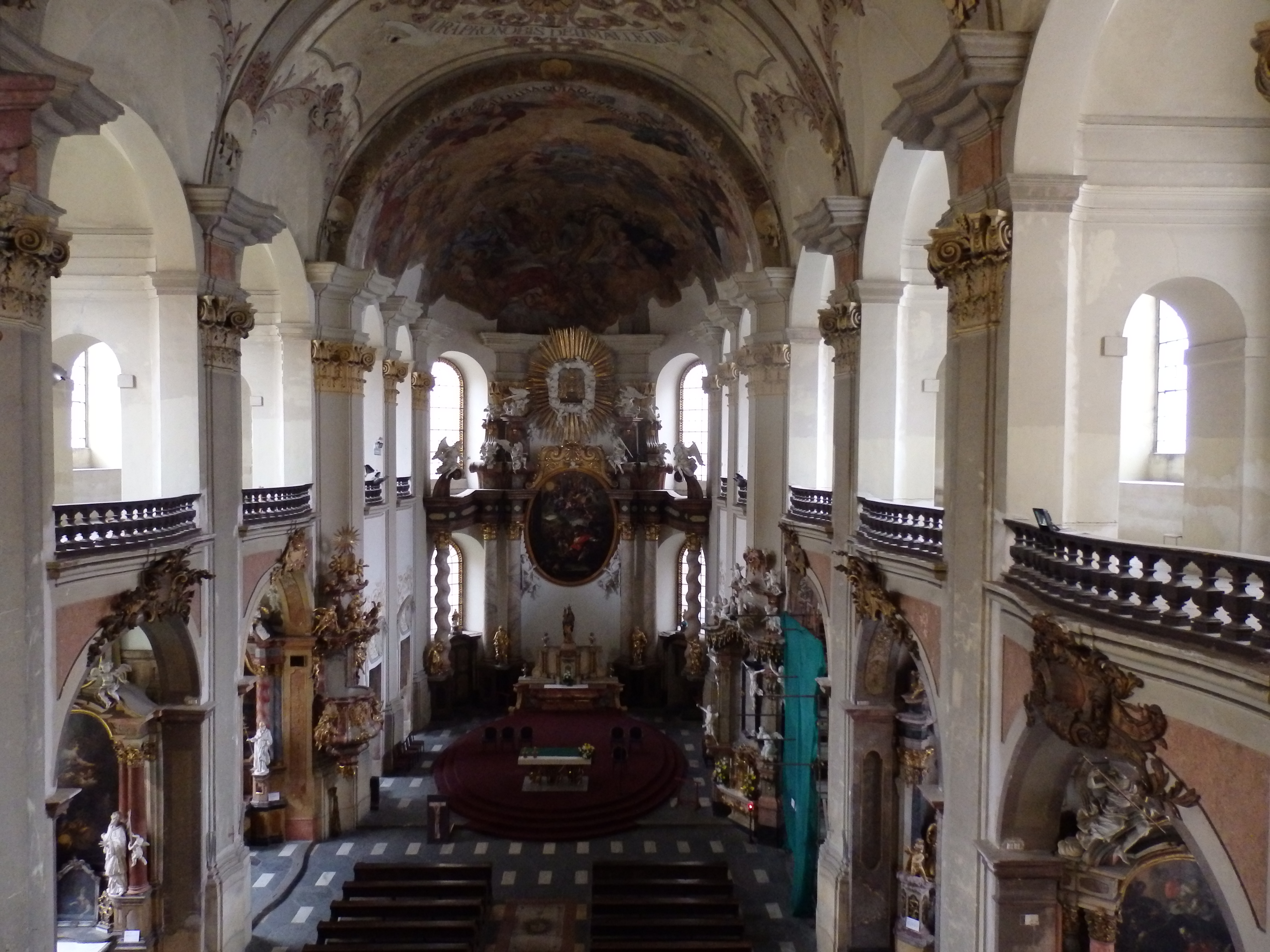
Interiér
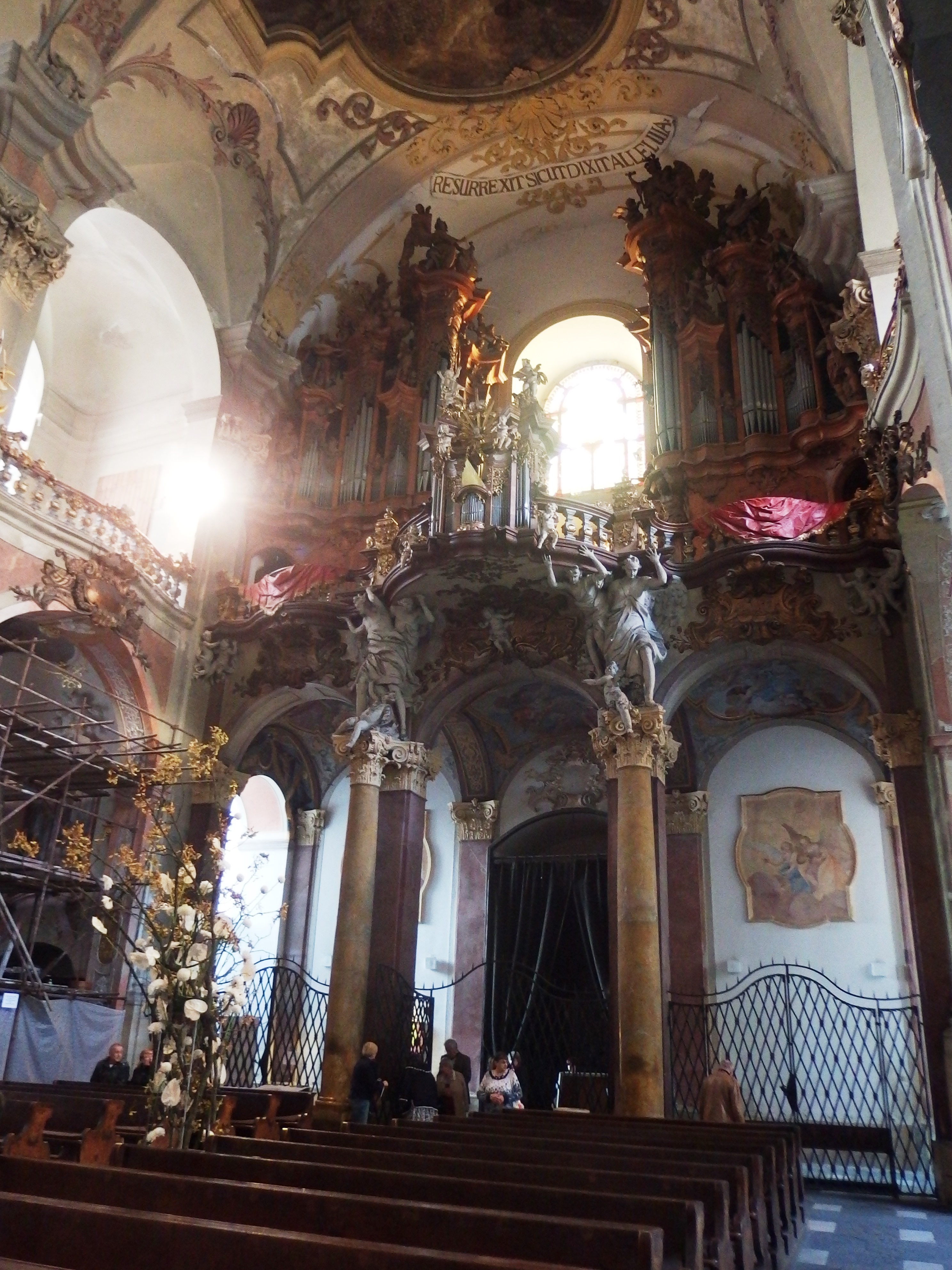
Kruchta s varhanami
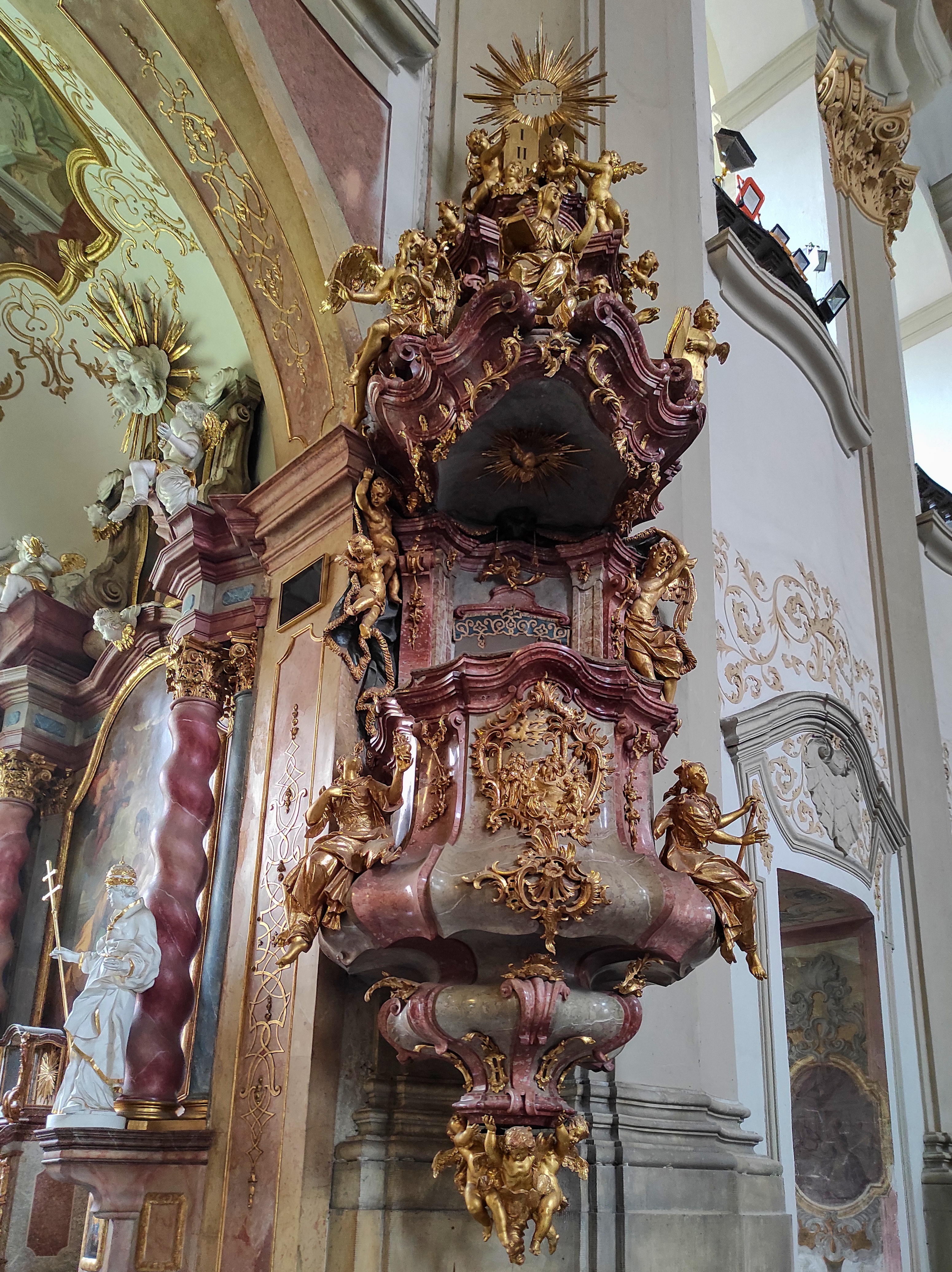
Kazatelna
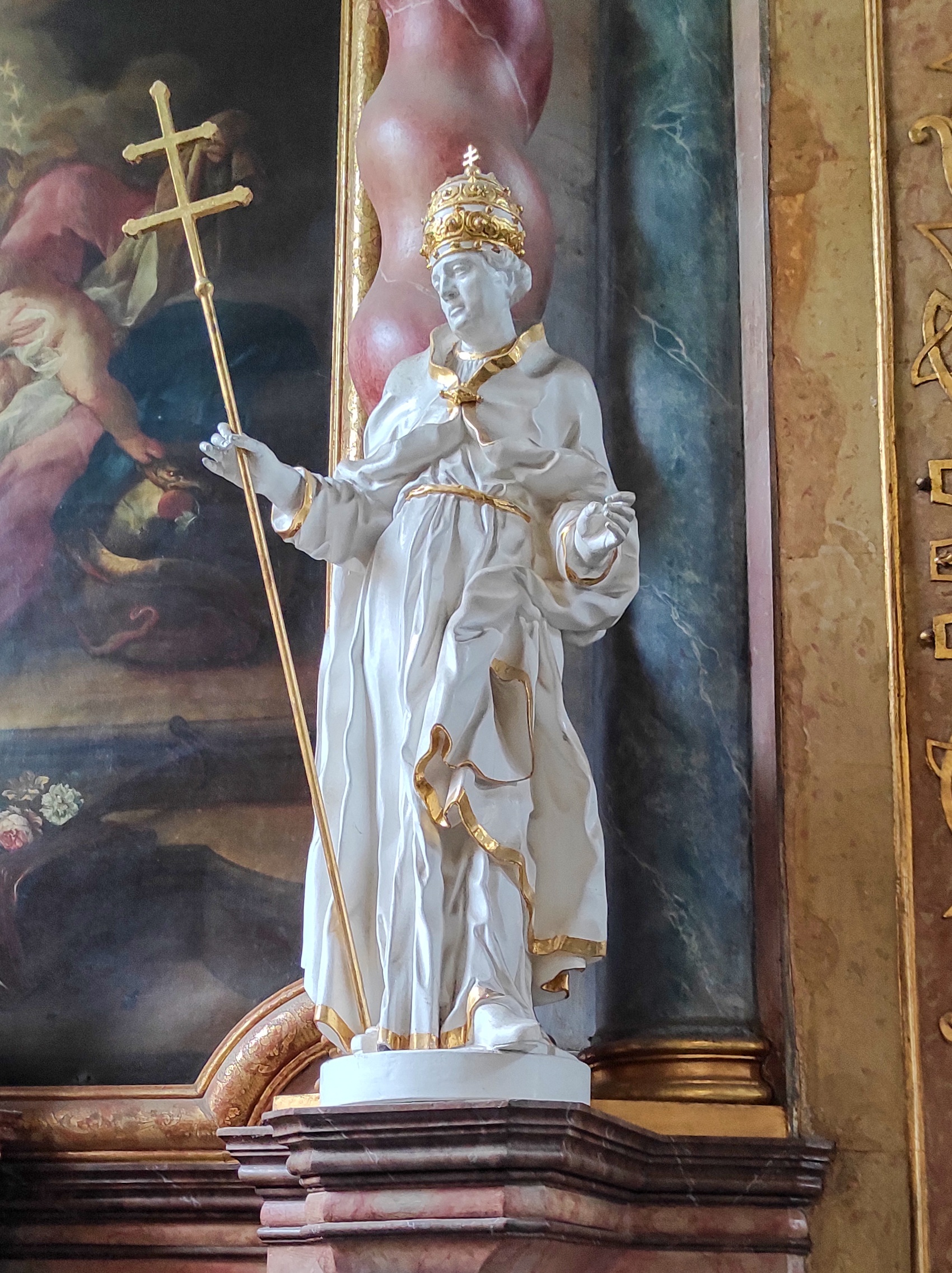
Svatá Anna
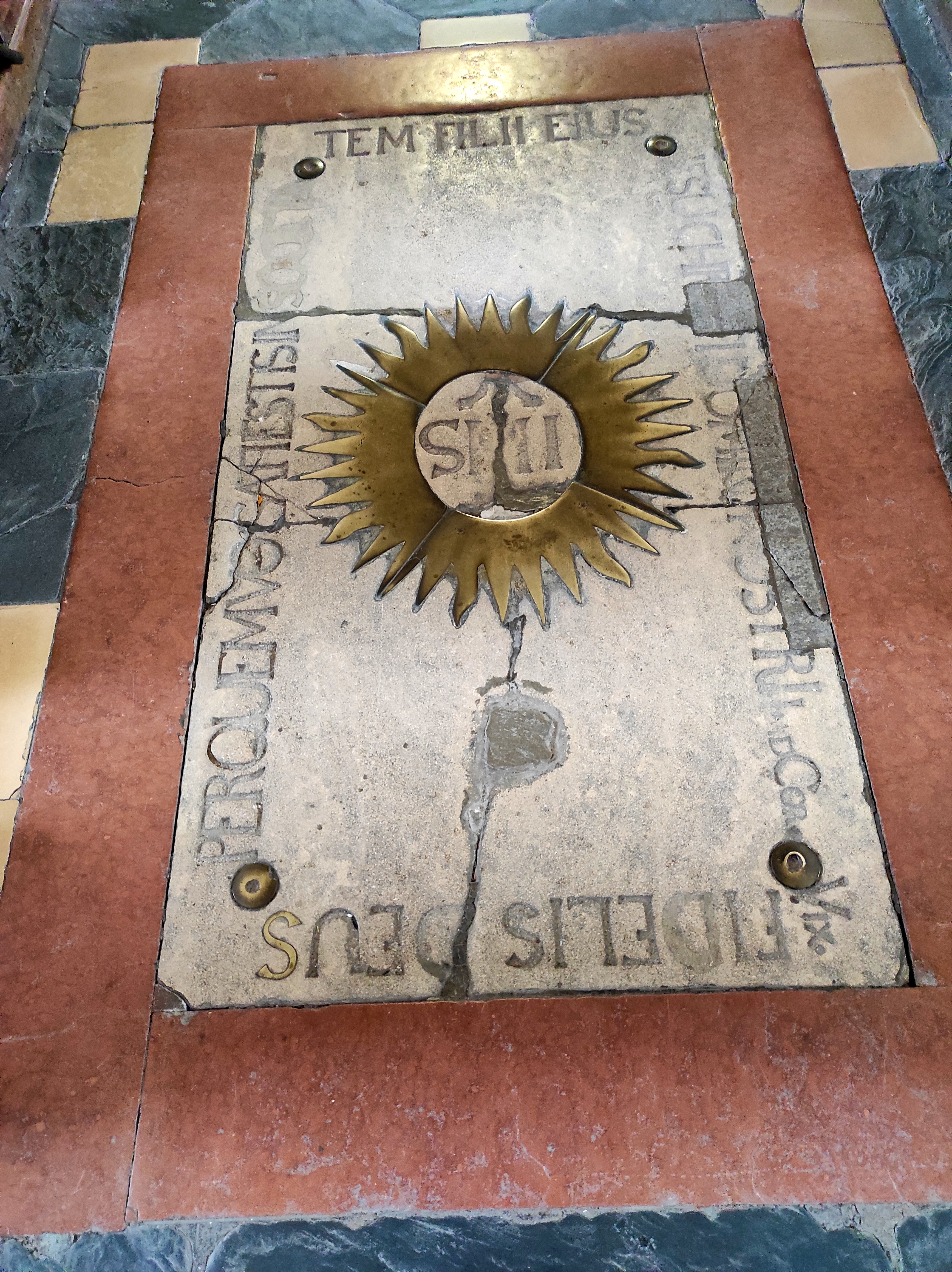
Náhrobek v podlaze v hlavní lodi